# Calle Francos (Jerez de la Frontera)
La calle Francos es una calle de la ciudad española de Jerez de la Frontera.
Cuenta con un nutrido número de casas distinguidas, manteniendo un urbanismo almohade y una arquitectura medieval interesante a pesar de las posteriores remodelaciones.
Actualmente tiene dos tramos, uno peatonal, que comienza en la Plaza Plateros y otro que permite la circulación de motores a la altura de la Sala Compañía, y que desemboca en la Plaza de San Juan.

## Origen
Su origen se sitúa como una de las vértebras principales del urbanismo andalusí de Jerez, ya que comunicaba la Puerta Real y la Puerta de Santiago.
Fue un eje comercial relevante en el que, y de ahí el origen de su nombre, los mercaderes de dicha calle gozaban del privilegio de franquicias e excepciones impositivas.